# Alegeri locale parțiale în România, 2009
Alegerile locale parțiale din 2009 din România au avut loc la data de 15 februarie, iar în localitățile unde niciun candidat nu a obținut 50%+1 din voturi s-a desfășurat un al doilea tur de scrutin, în 4 localități, alegerile având loc la data de 29 martie 2009.